# Jon Theodore
Jon Philip Theodore (Baltimora, 30 dicembre 1973) è un batterista statunitense, membro del gruppo The Mars Volta dal 2001, dove ha rimpiazzato quasi immediatamente il precedente Blake Fleming, al luglio 2006, quando è stato licenziato per motivi di scarsa costanza e voglia di lavorare da Omar Rodríguez-López e Cedric Bixler Zavala, leader del gruppo.
Curiosamente, dopo l'annuncio (dato il 30 luglio 2006), è stato per alcuni mesi rimpiazzato proprio da Blake Fleming, a sua volta rimpiazzato momentaneamente da Deantoni Parks e poi in via al momento definitiva da Thomas Pridgen.
Jon Theodore è stato il batterista in studio della band (oltre che dal vivo) per tutte le uscite fino ad Amputechture compreso.
In duo con il cantante dei Rage Against the Machine Zack De La Rocha, ha pubblicato il 22 luglio 2008 un EP con il nome di "One day as a lion", registrato per la Anti-records. I cinque brani dell'EP presentano sonorità semplici; percussioni, tastiera e il tipico cantato rap di De La Rocha.
Attualmente suona nei Queens of the Stone Age.